# Julius Heiberg
Georg Albinus Nicolaus Julius Heiberg (* 31. Mai 1846 in Schleswig; † 25. Oktober 1919 ebenda) war ein deutscher Staatsanwalt und Bürgermeister von Schleswig.

## Leben und Wirken
Julius Heiberg war ein Sohn des Rechtsanwalts Carl Friedrich Heiberg und dessen Ehefrau Asta Heiberg, die eine bekannte Schriftstellerin war. Er besuchte von 1857 bis 1865 die Domschule Schleswig. Danach studierte er bis 1870 Jura an Universitäten in Kiel, Berlin, Leipzig und erneut Kiel. Während des Deutsch-Französischen Krieges kämpfte er 1870/71 als einjährig Freiwilliger.
Nach Kriegsende arbeitete Heiberg für den preußischen Justizdienst. Am 1. Oktober 1879 wurde er zum Staatsanwalt in Neiße ernannt. Bei den Wahlen vom 18. August 1885 und dem 15. Oktober 1897 wurde er zum Bürgermeister der Stadt Schleswig gewählt und übte dieses Amt für die jeweils zwölf Jahre langen Amtsperioden aus. Während seiner Amtszeit kam es in Schleswig zu signifikanten Änderungen des Bildes der Stadt, die aufgrund umfangreicher Bauarbeiten wuchs. Schleswig bekam erstmals Fernsprechleitungen, eine Straßenbahn, Straßenbeleuchtungen sowie ein neues Krankenhaus, das während seiner Amtszeit erweitert wurde. Hinzu kamen eine Wasserversorgung nebst Kanalisation und ein Elektrizitätswerk. Heiberg selbst begann eine Neuorganisation der Stadtverwaltung, die sein Nachfolger Wilhelm Brückner abschloss.
Heiberg war seit dem 25. Oktober 1886 verheiratet mit Elisabeth Anna Schneider (* 11. Dezember 1849 in Neiße; † 18. April 1921 in Schleswig). Das Ehepaar hatte einen Sohn.